# Черкаси (етнонім)
Черкаси, черкаські люди (грец. Κιρκάσιους, італ. Circassi) — один з екзонімів українців, поширений у XV—XVIII століттях у Московському царстві.
Взагалі черкасами іменувалися українські козаки в офіційних документах Московії у 2-й пол. XVI — 1-й пол. XVII століть (після Переяславської ради 1654 року козаки називаються «малоросійськими козаками»). Як етнонім українців черкаси відомі й в деяких письмових західноєвропейських джерелах цього ж часу.
Є традиційним поглядом на українцїв як на інорідців — черкас. Бувши задокументованим у «Воскресенському лїтописі» згодом, у різні способи, розроблявся в російській історіографії. Найавторитетнішим, з представників міфу, був М. Карамзін. За політичним замовленням, опісля знищення Нової Січі, активно розроблявся І. Болтіним. Скептично сприймався зокрема М. Грушевським.
За версією О. П. Знойка термін «черкаси» походить від тюркського «чири-киси» або «чири киши» — «люди армії» (тобто озброєний народ) і збереглася аж до XVII століття, ставши синонімом до слова «козак». Пізніше розповсюдження назви «черкаси», може бути пов'язане з містом Черкаси, поблизу якого було в той час чимало козацьких осель.
Однак, існує й інша версія — деякі російські історики виводять назву «черкаси» від кавказьких черкесів, пов'язуючи українську козаччину з чорними клобуками задля підтвердження поглядів про чуже походження українських козаків. Ця версія не витримує критики, оскільки самоназва кавказьких черкесів — адиги.
Є також версія, що назва походить від переселених в Північне Причорномор'я, у XIII столітті Ордою, воїнів аланів (асів, ясів) з Північного Кавказу. І має значення, як «воїни асів».
Як народна назва українців у російській мові черкаси існували до XVIII століття.
Оскільки термін «черкаси» застосовувався щодо запорізьких (українських) козаків, а згодом їм частенько стали називати населення України взагалі, це надалі стало використовуватися для створення теорій неслов'янського походження українців. Однак, роботи вітчизняних генетиків та медико-генетичного наукового центру РАМН (у співпраці з англійськими і естонськими вченими) підтвердили схожість протестованих нащадків місцевого козацтва та українців загалом з південними білорусами, західними і північними русинами (нащадками населення земель Русі уздовж її основної транспортної артерії — водного шляху «із варяг у греки»), а також, південними слов'янами.